# Karabin HK SL9SD
SL9SD – samopowtarzalny karabin wyborowy wyposażony w tłumik dźwięku.
SL9SD został po raz pierwszy zaprezentowany w 2004 roku. Jest to wersja sportowego karabinu SL8. Karabin jest wyposażony w łoże karabinka G36K, dwójnóg amerykańskiej firmy Harris, oraz tłumik dźwięku szwajcarskiej firmy Brügger + Thomet. Dzięki zastosowaniu tłumika dźwięku i specjalnie opracowanej amunicji 7,62 × 37 mm o poddźwiękowej prędkości wylotowej odgłos strzału wytłumiono do poziomu 100 dB.